# Abstraktion
Abstraktion er den tankevirksomhed, hvor man koncentrerer sig om hovedsagen og ser bort fra mindre væsentlige detaljer, eller hvor man finder fælles egenskaber ved en række begreber eller ting.
Denne søgen efter fællestræk betyder at abstraktion er en modsætning til den konkrete iagttagelse af en enkelt ting eller et enkeltbegreb.
I daglig tale bruges abstrakt ofte om noget, som er lidt verdensfjernt, uvirkeligt eller uforståeligt.
Inden for datalogi findes begrebet abstraktion også.
Endelig er abstraktion også en metode inden for billedkunsten, nemlig abstrakt kunst.
| filosofi | Spire Denne filosofiartikel er en spire som bør udbygges. Du er velkommen til at hjælpe Wikipedia ved at udvide den. |